# Горочевци
Горочевци (болг. Горочевци) — село в Болгарии. Находится в Перникской области, входит в общину Трын. Население составляет 89 человек.

## Политическая ситуация
Горочевци подчиняется непосредственно общине и не имеет своего кмета.
Кмет (мэр) общины Трын — Станислав Антонов Николов (Граждане за европейское развитие Болгарии(ГЕРБ)) по результатам выборов.